# Prærieindianere
Prærieindianerne er den oprindelige befolkning i det vidtstrakte slette - og prærieområde, Great Plains, i det centrale Nordamerika. Trods store sproglige forskelle udviklede de forskellige folkeslag i hele regionen mellem Mississippifloden og Rocky Mountains, og fra det nordvestlige Texas til det centrale Canada, en lang række kulturelle fællestræk efter 16. århundrede. En af de vigtigste faktorer i udviklingen af den præriekultur var europæernes introduktion af hesten til Nordamerika.

## Præriens geografi
Great Plains (de store sletter) består af en vestlig højslette med et tørt klima, og en lavere-liggende østlig slette, der er mere frugtbar. I amerikansk sprogbrug er det normalt den østlige del, der kaldes the Prairie, mens den vestlige steppe ofte kaldes the Plains. I dansk sprogbrug omtales hele området normalt som Prærien.
Vest for Missouri River regnes Platte River i Nebraska for skillelinjen mellem ”den nordlige prærie” og ”den sydlige prærie”, der videre afgør inddelingen af de indfødte folkeslag i nordlige – og sydlige prærie-stammer.:ix 

## Flere slags indianere på prærien
Indianerne på prærien opdeles normalt i to overordnede grupper, hvis levevis og verdensbillede dog til en vis grad overlapper hinanden.[kilde mangler] Den første gruppe omfatter stammer, der førte en nomadisk levevis, hvor de fulgte og jagtede de enorme flokke af bisoner, som tidligere fandtes på den amerikanske steppe. Nogle af stammerne i denne gruppe dyrkede desuden forskellige afgrøder som majs og tobak.[kilde mangler] Denne gruppe omfatter bl.a. disse stammer: sortfodsindianere, arapaho, assiniboine, cheyenne, comanche, crow, gros ventre, kiowa, lakota, apache, cree, Sarsi, sioux, shoshone og tonkawa.
Den anden gruppe bestod af de forskellige byindianere. De opførte faste boliger i form af jordhytter, græshytter:121  eller barktildækkede langhuse:18  i landsbyer. I nærheden dyrkede de forskellige afgrøder. De supplerede dog husholdningen med jagt på bison, og hele byen eller stammen drog gerne på månedlange jagtekspeditioner ud på prærien en eller to gange årligt. Her fulgte de bisonhjordene på samme vis som de nomadiske stammer og overnattede ligeledes i tipier eller andre praktiske skindboliger.:271  Denne gruppe omfattede bl.a.: arikara, hidatsa, iowa, kaw (eller kansa), mandan, omaha, osage, otoe, pawnee, ponca, yanktonai-:8  og yankton-sioux,:303  quapaw og wichita.

## Historie

### Forhistorisk tid
Længe før den europæiske kolonisering af Amerika var den vestlige højslette beboet af oprindelige folk, der bl.a. jagtede mammutter, kameler og bisoner i nærheden af vandløb. De gemte kød i forrådsgruber til brug om vinteren.:200  Der er fundet flere tusinde år gamle spydspidser i f.eks. det vestligste North Dakota.:35  Bålpladser i Montana er dateret til at stamme fra engang mellem 850 og 1150,:38  mens grupper af caddoan-talere beboede småbyer på prærien i Colorado i 1200-tallet. Fåtallige apachestammer holdt til mod syd og algonkin-talende folk mod nord.

Det østlige lavland var beboet af agerbrugere og halvagerbrugere, der levede i landsbysamfund. Hovedparten af disse tilhørte den siouanske sproggruppe. At forskellige præriestammer talte dialekter af det samme sprog, forhindrede dem ikke altid i at være arvefjender.:6  De stammede oprindeligt fra Ohiodalen og området syd for de Store Søer, men havde vandret mod vest.
 De bosatte sig som regel i floddalene, hvor kvinderne kunne dyrke jorden i de frodige floddale.Tørke, tidlig frost, haglvejr eller græshoppe-plager gik nogle år hårdt ud over høsten.:107 
Forskelligt fra periode til periode kunne deres byer af jordhytter være svært befæstet med forsvarsgrøfter og palisader. Massakrer og afbrænding af byer fandt endda sted, som f.eks. den præ-columbianske Crow Creek massakren på mindst 486 byindianere. Derudover levede der folk fra den store caddoangruppe som pawnee og arikara. Befæstede arikara byer vidner om indbyggernes langvarige og til tider blodige konflikter med grupper af fremmede indfødte. Alle disse stammer af agerbrugere supplerede deres traditionelle majs, bønne og græskardyrkning med jagt. Europæernes ankomst betød, at deres samfund blev udsat for en total omvæltning.

### Hestens genkomst
Titusinde år før vor tidsregning fandtes der heste i Nordamerika, men de uddøde.:207  Indførelsen af heste fra Europa betød, at nogle stammer lettere kunne udvikle en nomadisk livsform. Allerede eksisterende nomadesamfund med fokus på bisonjagt så, hvordan det nye dyr passede ideelt til deres levevis, og de tog det til sig.
Den amerikanske bison kaldes ofte buffalo (bøffel), hvilket er ukorrekt fra en biologisk taksonomisk synsvinkel, da bisonen ikke tilhører bøffelfamilien. Bisonen udgjorde ikke blot hovedernæringskilden for mange stammer, men forsynede dem også med materiale til forskellige genstande, der blev fremstillet ud af horn, ben og skind; fx tøj og fodtøj, tråd at sy med, hjem, redskaber, våben-dele og beholdere. Den døde bisons tunge og indre organer blev først fjernet. Derefter blev dyret opdelt i 11 stykker for at gøre transporten nemmere. Bisonkød består af omkring 65% vand, så indianerne tørrede kødet ved at skære det i tynde snitter, som blev hængt til tørre i solen.:527  Det tog så langt mindre plads og var nemt at transportere på fx hundetrukne travoiser.:504   Stammerne fulgte byttedyrene på deres årlige vandringer mellem forskellige græsgange med de deraf følgende konflikter mellem uafhængige jægersamfund,:578  der alle satsede næsten ensidigt på den samme kilde til kød og opfattede hinanden som konkurrenter. Mange sammenstød opstod over uenighed om retten til de bedste jagtmarker.:17  I perioder med dårlige jagtudbytter kunne en lejr sulte eller den led ligefrem af hungersnød.:127  De nomadiske indianer-grupper anvendte ligesom samerne telte (tipi), der let kunne tages ned og flyttes til en ny boplads, og det samme gjorde flere byindianerne under deres velorganiserede stammejagter på prærien.:175 
I 1500-tallet havde spanske kolonister indført heste til Nordamerika, og lokale indianerstammer må tidligt have lært at udnytte hesten i de spanske kolonier i Mexico, hvorefter denne viden har spredt sig nordpå. Traditionelt har man forklaret hestens introduktion i indiansk kultur med, at de havde indfanget bortløbne heste, som de derpå tæmmede. Dette må imidlertid betragtes som usandsynligt. Inden slutningen af 1600-tallet var hesten blevet en integreret del af flere prærieindianernes dagligliv; dette medførte store forandringer både i jagtteknik og samfundsform. Hesten som træk- og ridedyr muliggjorde beboelse på hele prærieområdet, og befolkningstallet i tidligere forholdsvis øde egne blev kraftigt forøget. Dette skete bl.a ved tilblivelsen af plains cree, der sidst i 1700-tallet erobrede dele af den canadiske prærie i Saskatschewan:13  og udskiftede kanoerne som transportmiddel med heste.:xv  I det nye land udviklede de indtrængende folkeslag en nomadisk jægerkultur, hvor agerbruget fik mindre betydning, og hvor hesten gjorde forbindelser over meget lange afstande lettere. 
Oprindeligt havde man brugt hunde som trækdyr, men med heste, kunne større byrder fragtes længere og hurtigere. Prærieindianernes beboelsestelte blev derfor større, og de kunne medbringe flere ejendele. En vigtigt kulturelt element i præriekulturen var hestetyveri eller hesteerobringer. Disse blev opfattet som egentlige krigstogter og hestene som krigsbytte med deraf følgende blodige konflikter og hævntogter. Ganske som indianere, der led under andre stammers hesteerobringer, betragtede de europæiske nybyggere disse som simpelt tyveri, hvilket gav grund til adskillige konflikter.

### Tiden efter 1541
I 1541 tog et par af de nomadiske stammer af tipiboende jægerfolk på den sydlige prærie godt imod de spanske soldater under Coronado. Dødbringende sygdomme introduceret fra ”Den Gamle Verden” efter 1492 havde da allerede spredt sig til selv fjerne områder endnu ikke udforsket af de hvide, inklusive prærien, og reduceret de indfødte befolkninger i en næsten ufattelig grad.:98  Frem til år 1900 ville forskellige koppe-epidemier kræve dødsofre over større eller mindre dele af prærien.:25 
Som i århundrederne før og efter de hvides ankomst til Nordamerika florerede handelen mellem de indfødte, trods ulmende fjendskaber. Jægerstammerne byttede skind om til majs hos agerbrugerne,:19  mens obsidian fra både Idaho og New Mexico nåede frem til interesserede købere i fx Oklahoma. Ved hjælp af et højst udtryksfuldt tegnsprog omgik prærieindianerne alle sproglige barrierer.:527  Både franskmænd og spaniere ville med tiden indgå i præriens kommercielle netværk.:7  På den sydlige prærie var osagerne storleverandører af skind til spanske pelsopkøbere i starten af det 19. århundrede.:10 
Prærien var beboet af skiftende folkeslag gennem tiderne. Frem til 1780 var flatheads, pend d’oreilles, kutenais og shoshones prærieindianere i det centrale Montana og østlige Alberta. Først efter at være blevet fordrevet af bl.a. beredne sortfødder og gros ventres bevæbnet med ildvåben slog de slagne stammer sig ned vest for Rocky Mountains.:198  Inden da nåede de – som en række andre stammer gjorde det rundt omkring på prærien gennem flere århundreder – at give vidnesbyrd om deres eksistens i området gennem klippekunst. Stammerne vedblev at jage bisoner på prærien gennem 1800-tallet og fulgte Buffalo Road Trail på vejen til jagtmarkerne to-tre gange årligt.

### Årene 1800-1850
Efter Lewis og Clark-ekspeditionen oplevede indianerne på den nordlige prærie en gradvis udskiftning af deres franske og spanske:27  handelskontakter med amerikanske pelsopkøbere. I første halvdel af 1800-tallet gjorde mange indianere deres byttehandler i de populære og stadigt flere handelsstationer rundt omkring på prærien, som fx Fort Pierre og Fort Union. Fra at være en handelsstation besøgt af prærieindianere endte Fort Laramie i Wyoming med at være et vigtigt militær-fort.:750 
Fjendskabet mellem de forskellige indfødte bestod næsten uændret årti efter årti, og det er et gennemgående tema i vintertællingerne ført af visse stammer. Næsten hver del af prærien oplevede sine massakrer og angreb på indianerbyer; til tider som et led i store stammers gradvise overtagelse af mindre talstærke nabofolks landområder.:17  USA’s politik med at bosætte østlige stammer som fx cherokees i Indianerterritoriet i Oklahoma skabte hurtigt spændinger mellem de nye folk og nogle af de allerede etablerede stammer sydpå. :10 
En række indianske nationer på den nordlige prærie indgik deres første aftaler, snart fulgt af ægte traktater, med USA i denne periode, og de modtog samtidigt amerikanske freds- og venskabsmedaljer som en påmindelse om det papirmæssige magtskifte over denne del af kontinentet.:36  I 1808 opkøbte USA næsten hele landområdet senere omdannet til staterne Arkansas og Missouri af osagerne, og en tendens var skabt.:10  Som de første indianere på prærien vest for Missouri River kom arikaraerne i rigtig kamp med den amerikanske hær i 1823.

### Årene 1850-1900
I sidste halvdel af det 19. århundrede skete der en øget af indvandring af europæisk-amerikanske nybyggere i prærieområdet, navnlig langs de store emigrant-ruter som Oregon Trail:203  og Santa Fe Trail.:108  Traktater blev indgået for at forebygge stridigheder; ikke altid med held. Samtidig med en optrapning af de igangværende konflikter mellem stammerne indbyrdes, kom det til flere og meget alvorlige konflikter mellem de hvide og visse indianere. I første omgang på den østlige slette, og i sidste ende på de mindre frugtbare men mineralrigere vestlige steppe. Kampene blev gerne udkæmpet uden fælles plan og overordnet ledelse. Tilfældige overfald, plyndringer, mord, hævntogter o. lign. var almindelige, men indimellem kunne de udvikle sig til egentlige krige.
Nogle kampe foregik i småbyer, som nybyggerne havde grundlagt på en stammes jagtmarker.:170  Andre hvide så sig angrebet af fremmede krigere, hvor de stod på god fod med de lokale indianere.(:408 
Mens fx cheyenner, kiowaer og sortfødder:29  stødte sammen med amerikanerne, følte fx gros ventres,:249  omahaer,:612  otoer, missouriaer,:320  hidatsaer,:54  poncaer:27  og assiniboiner:225  sig mere truet på liv og land af frygtede nabostammer. Ingen af de syv ovenstående præriefolk har udkæmpet kampe med den amerikanske hær.
Efter 1860 gjorde flere indianere sig uundværlige for hæren ved at spejde for den. For crower, pawnees og arikaraer, der igennem årtier havde følt sig dårligt behandlet af en stor, indfødt nation, var det nærliggende at se et samarbejde med hæren som en chance for at slå tilbage mod overmagten på mere lige vilkår.:112  De hvide kunne altid regne med hjælp fra en eller anden stamme – som fx tonkawa,:71  osage:61  eller assiniboine:220  – under enhver indianerkrig.
Stammer, der bekrigede de hvide, gjorde det udelukkende for at skabe bedre vilkår for dem selv og deres allierede; krigerne udkæmpede sideløbende kampe med fjenderne i nabostammerne.:342  De konstante dyster mellem prærieindianerne indbyrdes udsprunget af hævntogter, fejlslagne hesteerobringer og unge mænds ønske om at udmærke sig krævede sandsynligvis hvert år flere ofre end opgørene mellem nogle ganske bestemte præriestammer og den amerikanske hær.:110 
Efter 1868 levede størsteparten af prærieindianerne i et reservat efter at have afstået landområder til USA. Måderne visse af de kollosale landopkøb var blevet gennemført på skulle blive endevendt i amerikanske retssale gennem hele det næste århundrede. For nogle stammer indebar reservatlivet en tvangsflytning fra deres hjemland til Oklahoma.
Det sidste storslag på prærien i Canada udelukkende mellem indianere var flere hundrede assiniboine - og cree-krigeres katastrofalt forfejlede angreb på nogle sortfodslejre tæt ved Fort Whoop-up i Alberta i efteråret 1870.:117  Det sidste store, rene indianerslag i USA var lakotaernes massakre på et jagthold pawnees i 1873. Efter hærens massakre på lakotaerne ved Wounded Knee sidst i 1890 var hele området underlagt USA’s kontrol.
Den europæiske kolonisering medførte en næsten total udryddelse af bisonen; i midten af 1880’erne var antallet reduceret til nogle få hundrede. Jægere af europæisk oprindelse jagede hovedsageligt bisoner for at få deres skind, og efterlod derfor resterne af dyrene, hvor kødet fik lov at rådne væk. Senere blev knoglerester indsamlet og brugt i gødningsindustrien. Bisonens forsvinden førte til et kollaps for prærieindianernes samfund, mange døde af sult, og flere stammer gik i krig mod amerikanerne af ren desperation.

## Ændringer i jagtformer
Selvom indianerne også jagede andre dyr, som fx elg og gaffelbuk, så var bisonen den vigtigste kilde til animalske produkter. Før introduktionen af heste var bisonjagt en meget kompliceret proces; jægerne søgte at omringe en flok og styre dem hen imod en skrænt eller andet sted, hvor de lettere kunne slås ihjel end på den åbne slette. En variant var den såkaldte Piskin method, hvor en indhegning blev lavet af væltede træer, klippestykker o. lign., som var V-formede og kunne strække sig over mere end en kilometer. Jægerne drev derpå flokke af bison derind, og dræbte dem i indhegningens indsnævrede bund. Indimellem blev bisoner lokket derind af en jæger iklædt et bisonskind, der imiterede dyrenes kald.[kilde mangler]
Hesten betød at jagt (og krigsførelse) blev langt mere mobil. Ridende på en hest fik jægeren den nødvendige fart til at indfange en bison i løb, som tidligere havde været umuligt. Traditionelt havde indianerne brugt spyd, køller og bue og pil som jagtvåben, men europæernes ankomst betød også, at indianerne fik adgang til geværer. De fortsatte imidlertid længe med at bruge buer til jagt, da skydevåben lang tid både var tungere og tog længere tid at lade end buer. Først efter introduktionen af tromlerevolveren i 1840’erne fandtes der et mere effektivt våben til ryttere end den traditionelle bue og pil. Buens længde blev dog reduceret som en tilpasning til jagt og kamp fra hesteryg. 
Jagtsæsonen strakte sig normalt over foråret, sommeren og efteråret, da store snemængder og kraftige snestorme i vintermånederne gjorde bisonjagt næsten umulig. I sommerhalvåret samlede flere stammer sig almindeligvis i samme område, hvor de drev jagt på de samme bisonflokke.

### Udryddelsen af bisonen
Reduktionen af bisonbestanden havde flere årsager; Den amerikanske regering iværksatte bl.a. flere både føderale og lokale initiativer, hvor fjernelse af prærieindianernes hovedfødekilde, bisonerne, ville føre til udsultning iblandt dem. Regeringen fremmede dog også jagten, for at skabe mulighed for kvægdrift på prærien. Dertil kom at jernbaneindustrien også ønskede bestanden af bisoner reduceret; de store bisonhjorde udgjorde en risiko for uheld, da et lokomotiv, som ramte de store dyr, kunne blive påført store skader. I streng vinter søgte hjordene ofte læ i de kunstige gennemskæringer af bakkerne, som jernbanen var ført igennem. Det kunne betyde at tog blev forsinket i flere dage.
Da de enorme hjorde begyndte at forsvinde, begyndte man fra flere sider dog at fremsætte forslag om beskyttelse af bestanden. En af dem var William Cody, der ellers var kendt som "Buffalo Bill". Han havde selv ernæret sig som bisonjæger, men var kommet til den erkendelse, at presset på bestanden var blevet så stort, at arten var akut truet af total udryddelse. Disse forslag blev dog længe afvist af den amerikanske regering, da de prærieindianere, landet ofte var i krig med, var totalt afhængige af bisonen, og at fortsat jagt ville lægge et stærkt pres på dem. I 1874 nedlagde præsident Ulysses S. Grant veto mod et lovforslag om beskyttelse af de forsvindende bestande. I 1875 bad general Philip Sheridan kongressen om tilladelse til yderligere jagt, for at ødelægge fødegrundlaget for indianerne. I 1884 var der kun få hundrede bisoner tilbage.

## Religion
De forskelliges stammers religion havde mange fællestræk; animisme var fx en vigtig del af deres kultur, og det var en udbredt forestilling at alt, planter, dyr, sten osv. var besjælede. Den fælles kultur var et resultat af en relativt sen indvandring til området af forskellige folkeslag, der måtte omstille sig til en ny fælles livsform. Centralt i disse religioner var også forestillingen om en enkelt hovedgud; fx siouxfolkets Wakan Tanka (den Store Ånd). Denne guddom havde magt over alt, der eksisterede i denne verden, og dyrkelsen af den gjorde menneskene stærkere. Jorden blev også opfattet som guddommelig og moder til alle de mindre ånder. Disse ånder blev dyrket dagligt. Der fandtes både fælles og individuelle ritualer. En af de vigtigste fællesceremonier var Soldansen, hvor deltagerne over en periode på flere dage gennemførte rituelle danse omkring hellige objekter, mens de påførte sig skader af forskellig art og kiggede mod solen. Idéen var at denne selvofring ville opmuntre ånderne til at hjælpe og beskytte dem. Et andet ritual var ghost dance, der fik stor betydning i mange stammer i forbindelse med Indianerkrigene i sidste halvdel af 19. århundrede. Den var oprindelige tilført udefra, men blev et vigtigt element i den religiøse vækkelsebevægelse, der opstod i de trængte præriestammer. Ghost dance er i vore dage stadig en vigtig kult.
Mange stammer delte også den opfattelse, at visse personer var blevet tildelt særlige kræfter af guddommelige magter, de fungerede som kultledere i shaministiske ritualer. Hos siouxfolket blev en sådan kultspecialist kaldt wakan (velsignet). En wakan blev identificeret ved at personens modtog et tegn fra Wakan Tanka. Specialisten besad stærke kræfter, og nogle havde fx evnen til at kurere syge; tidligere blev derfor gerne omtalt som "medicinmænd", mens andre havde divinatoriske evner, så de fx kunne fx fastlægge hvornår det var tid til jagt.
Prærieindianerne mente også at genstande kunne besidde guddommelige kræfter, det kunne fx være en lille sæk, der indeholdt ting, som ejeren opfattede som vigtige; det kunne være fjer fra bestemte fugle, sten eller jord fra bestemte steder e. lign. En anden vigtig hellig genstand var skjoldet; det var en krigers vigtigste personlige ejendel. Sådanne skjolde blev dekoreret med malerier, fjer o. lign. Man forestillede sig, at de dyrs ånder, der var afbildet på skjoldet, blev draget til det.[kilde mangler]

## Research
Moderne analyser af materiale, indsamlet af Franz Boas, har vist at viste, at i slutningen af 19. århundrede var de prærieindianske stammer blandt de højeste folkeslag i verden. Normalt bliver den gennemsnitlige kropshøjde indenfor en population i anthropometri benyttet som en indikator for den generelle sundhedstilstand.